# 室内緑化
室内緑化(しつないりょくか、Indoor Greening/ Indoor Planting)とは屋内緑化の一つであり、室内など人により近い居住空間を緑化すること。

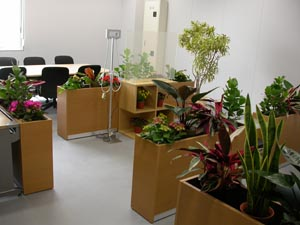
室内緑化風景

## 室内緑化の位置づけ
居住空間の緑化には、屋外緑化と屋内緑化がある。屋外緑化には建築物の遮熱や景観向上を目的とした屋上緑化や壁面緑化などがある。一方、屋内緑化は一般的には大規模建築物のエントランスに設けられたアトリウムなどの共用部に植樹や植木を配置することで緑化することが多い。室内緑化は屋内緑化の一つであるが、人が多くの時間を過ごす生活空間に植物を取り入れ、植物と共に生きること（植育）で生活者の心に安らぎや癒しをもたらすことが可能となる。今後は病院や老人ホームなどの室内緑化が望まれている。

## 課題
園芸療法とは、園芸を通して心身の状態を改善することであり、植物にはストレスを抱えた人々の心を癒す効果が広く認められている。室内空間に植物を配置することで人々のストレスを軽減する試みは多くの職場でためされている。

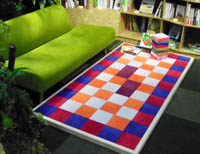
緑のラウンジ

 しかし、植物が人間を癒すことは直感的に理解しても、室内に持ち込むことは場所の確保や、また、一旦導入した植物においても室内における日常的な日照不足等で定期的に植物を交換する必要があり、多くの費用や困難が伴う。室内空間という植物に取っては厳しい環境の中、半永続的に植物を育成できるシステムが無ければ園芸療法に期待される癒しの効果は見込めない。それらの諸問題を解決する新たな植物育成システムの開発が待ち望まれる。

## 文献
1. ↑  杉原式穂、小林昭裕、高齢者施設における長期的園芸療法活動の効果、環境科学研究所報告、(2002), Journal of Environmental Science Laboratory.187-198.
2. ↑  田崎 史江、園芸療法、バイオメカニズム学会誌、(2006)、Vol. 30, No. 2 pp.59-65.
3. ↑  小林昭雄、「植育」の必要性、大阪国際サイエンスクラブ、2007年秋会報(214)16-18.